# Un beau dimanche (film)
Pour plus de détails, voir Fiche technique et Distribution.
Un beau dimanche est une comédie dramatique française réalisée par Nicole Garcia et sortie en 2013.

## Synopsis
Baptiste Cambière (Pierre Rochefort) est un jeune instituteur suppléant, refusant toute attache pour une vie plus libre mais solitaire. C'est en prenant en charge Mathias, un de ses élèves, un vendredi soir de Pentecôte, qu'il rencontre sa mère, Sandra (Louise Bourgoin). Saisonnière sur la côte méditerranéenne, sa situation ne lui permet pas de s'occuper de son fils comme elle le voudrait.
Rattrapée par le passé, lourd de projets avortés et d'endettements, elle envisage la fuite. Baptiste décide alors de rompre le silence instauré depuis trop longtemps avec sa famille fortunée afin de lui venir en aide. Il cache lui aussi un lourd secret : sa famille a voulu le faire interner car il refusait de suivre les études souhaitées par ses parents.

## Fiche technique
- Titre : Un beau dimanche
- Réalisation : Nicole Garcia
- Scénario : Jacques Fieschi et Nicole Garcia
- Photographie : Pierre Milon
- Montage : Simon Jacquet
- Musique : Éric Neveux
- Producteur : Philippe Martin
- Production : Les Films Pelléas, France 3 Cinéma, Pauline's Angel et Appaloosa Films, en association avec la SOFICA Cofinova 9
- Distribution : Diaphana Distribution et Wild Bunch
- Pays d'origine :  France
- Genre : comédie dramatique
- Durée : 95 minutes

Dates de sortie :
- Canada :
  - 8 septembre 2013 (Festival international du film de Toronto)
- France : 
  - 20 décembre 2013 (Festival de cinéma européen des Arcs)
  - 25 janvier 2014 (Festival du film d'Angers)
  - 5 février 2014

## Distribution

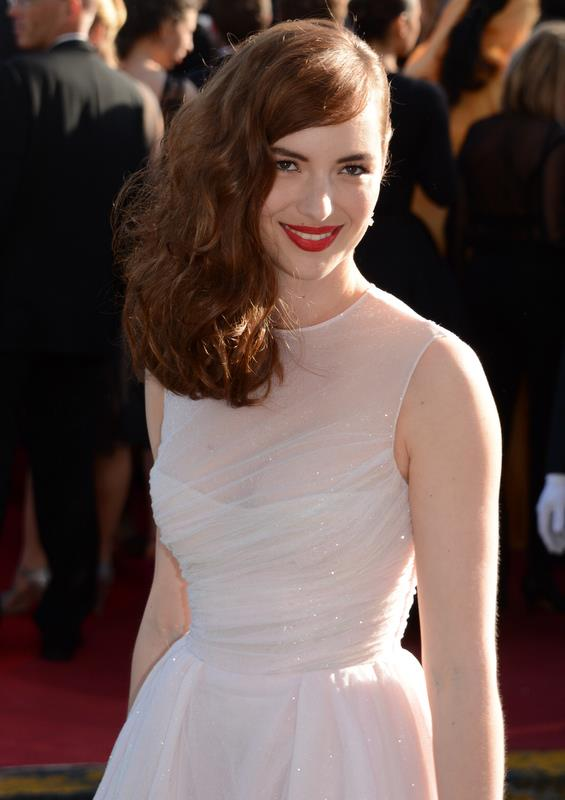
L'actrice Louise Bourgoin l'année de sortie du film, ici au Festival de Cannes 2013.

- Louise Bourgoin : Sandra, serveuse saisonnière
- Pierre Rochefort : Baptiste Cambière, instituteur suppléant
- Dominique Sanda : Liliane Cambière
- Déborah François : Emmanuelle Cambière, sœur de Baptiste
- Benjamin Lavernhe : Thomas Cambière, frère de Baptiste
- Éric Ruf : Gilles Cambière, frère de Baptiste
- Jean-Pierre Martins : Balou, collègue de Sandra
- Michel Bompoil : Franck
- Olivier Loustau : Patrick, ex-compagnon de Sandra
- Mickaël Evans : le voyou aux cheveux longs
- Alexandre Charlet : l'autre voyou
- Julien Sabatié Ancora : l'invité
- Laurence Roy : l'invitée
- Mathias Brézot : Mathias, fils de Sandra et de Patrick, élève de Baptiste
- Vanessa Liautey : compagne du père de Mathias
- Juliette Roux-Merveille : Lili
- Guillaume Poix : l'anglais
- Inès Grunenwald : l'anglaise
- Philippe Baron : le directeur de l'école où enseigne Baptiste

## Production

### Lieux de tournage
Le tournage a eu lieu en grande partie :
- au domaine de Rochemontès
- à Fenouillet, en Haute-Garonne
- à Montpellier, dans l'Hérault

## Distinctions

### Récompense
- Festival du film de Cabourg 2014 : Swann d'Or de la révélation masculine pour Pierre Rochefort

### Nomination
- César du cinéma 2015 : Meilleur espoir masculin pour Pierre Rochefort